# 林書豪旋瘋

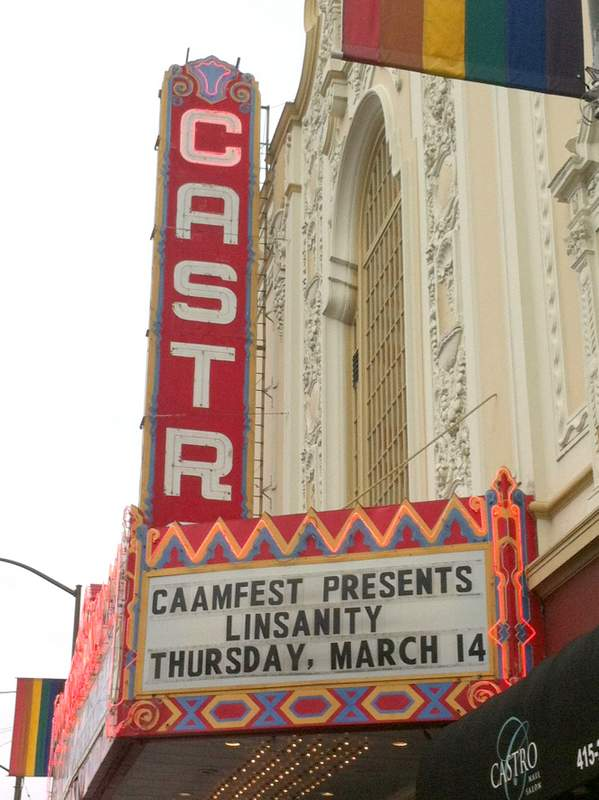
《林書豪旋瘋》於舊金山國際亞裔媒體中心電影節（CAAMFest）上映

《林書豪旋瘋》（英語：Linsanity）是由紀錄片製作人梁伊丹所執導的紀錄片，講述美籍亞裔籃球員林書豪的崛起。
本片從林書豪在加州帕羅奧圖的童年生活開始，紀錄至他於2012年時在NBA所帶來的狂熱現象，敘述他如何克服挫折、種族歧視以及透過他的信仰及慾望取得成功。《紐約時報》就此寫道本片也呈現了亞裔美國人特殊的基督教觀念。梁伊丹從林書豪還是一位在哈佛大學打著大學籃球的球星以及他最初在NBA掙扎時開始拍攝。整部片由金大賢擔任旁白。
《林書豪旋瘋》於2013年1月20日在日舞影展舉行首映。《洛杉磯時報》評述這部電影獲得熱烈的反應，讓它輕易地成為今年電影節最受歡迎的紀錄片之一。3月14日，《林書豪旋瘋》作為晚會開幕片在舊金山國際亞裔媒體中心電影節上映，其票房亦銷售一空。3月30日，該片在香港國際電影節舉行亞州首映。5月2日，再度於洛杉磯亞太影展播映。
弗提斯莫國際電影擁有《林書豪旋瘋》的海外發行權，而美國發行權原先由創新藝人經紀公司負責。2013年7月24日，總部位於加州的Ketchup Entertainment從創新藝人經紀公司手中取得發行權。

## 外部連結
- 官方网站
- 互联网电影数据库（IMDb）上《林書豪旋瘋》的资料（英文）
- 爛番茄上《林書豪旋瘋》的資料（英文）
- Yahoo奇摩電影上《林書豪旋瘋》的資料（繁體中文）
- 豆瓣电影上《林書豪旋瘋》的資料 （简体中文）